# Ewa Aulin
Ewa Aulin (n. Landskrona, Escania, Suecia; 13 de febrero de 1950) es una actriz sueca que ganó la primera edición del concurso Miss Teen International (1966).
En 1966 recibió el título de miss teen sueca. Ha aparecido en varios filmes estadounidenses e italianos de los 1960 y 1970  que han explotado principalmente su faceta sexy. Su más notoria presencia ha sido en uno de los primeros de tales largometrajes: Candy (1968)  en el cual, en el rol de una suerte de  "lolita", compartía  cartel con Marlon Brando, Richard Burton,  John Huston, Ringo Starr, Elsa Martinelli y Walter Matthau.